# Paul de Dieuleveult
Paul Agathe Ange Timothée de Dieuleveult, né le 14 décembre 1799 à Tréguier (Côtes-du-Nord) et mort le 4 février 1867 à Tréguier (Côtes-du-Nord), est un homme politique légitimiste français.

## Biographie
Paul de Dieuleveult est le fils de François Marie de Dieuleveult, médecin en chef des hôpitaux de Tréguier, conseiller général des Côtes-du-Nord, et de Céleste Le Gentil de Rosmorduc (veuve de François Charles Marie Le Gualès de Lanzéon). Il épouse la sœur d'Émile de Kermenguy.
Riche propriétaire, il devient membre du conseil municipal de Tréguier en mai 1829. Sorti du conseil lors de l'application de loi du 21 mars 1831, il y rentre en août 1848 et est chargé quelques jours après des fonctions de maire ; il est également nommé, au même moment, membre du Conseil général.
Le 13 mai 1849, il est élu représentant des Côtes-du-Nord à l'Assemblée législative. Il prend place à droite et vote avec la majorité dirigée par le comité de la rue de Poitiers et hostile à la politique personnelle du prince président. Le coup d'État de 1851 le rend à la vie privée.
Il est inhumé au cimetière de Tréguier.

## Pour approfondir